# Ревейер, Антони
Антони́ Ги Мари́ Ревейе́р (фр. Anthony Guy Marie Réveillère, французское произношение [ɑ̃tɔni ʁevɛjɛʁ]; 10 ноября 1979, Дуэ-ла-Фонтен) — французский футболист, правый защитник.

## Карьера
Антони Ревейер начал свои выступления в команде «Вийер». Затем играл за «Анже». В возрасте 18-ти лет Ревейер перешёл в «Ренн», где он быстро начал играть в основе благодаря тренеру клуба Полю Ле Гуэну, который доверял защитнику. 3 февраля 1998 года Ревейер дебютировал в Лиге 1 в игре с «Бастией». Всего за «Ренн» Ревейер играл на протяжении 6 лет, проведя 165 матчей и забив 2 гола. В январе 2003 года он был арендован испанской «Валенсией», где, на правах аренды, играл 6 месяцев.
Летом 2003 года Ревейер перешёл в «Олимпик Лион», куда его пригласил его бывший тренер в «Ренне», Поль Ле Гуэн. Там Ревейер быстро завоевал место в основе команды. Он был вызван в состав сборной Франции, дебютировав 11 октября 2003 года в игре с Израилем, но там защитник не выдержал конкуренцию со стороны Бакари Санья и Рода Фанни. Конец сезона 2002/03 провёл в испанской «Валенсии», затем вернулся в Лион.
5 ноября 2008 года Ревейер забил свой первый мяч в Лиге чемпионов, поразив ворота «Стяуа». 22 ноября того же года Антони в игре с «Пари Сен-Жермен» получил тяжёлую травму — разрыв крестообразных связок на левом колене, из-за чего почти полностью пропустил сезон 2008/09, восстановившись лишь к концу марта. В следующем сезоне Ревейер вновь завоевал место в стартовом составе клуба. За свои выступления в этом сезоне Ревейер был вызван Раймоном Доменеком для участия на чемпионате мира, но на поле не выходил. Принял участие в отборочном цикле Евро 2012 и забил свой первый гол за трёхцветных, когда те дома со счетом 3:0 разгромили команду Албании.
За год до окончания контракта с «Олимпиком» был близок к переходу в «Пари Сен-Жермен» в обмен на защитника парижан Милана Бишеваца, но не смог пройти медобследование в новом клубе. Летом 2013 года у игрока закончился контракт и он собирался перейти в «Марсель», но не смог договориться об условиях контракта и его уже нельзя было внести в заявку клуба на еврокубки. 8 ноября 2013 года итальянский клуб «Наполи» официально объявил, что Антони Ревейер подписал контракт с клубом. Француз будет играть под руководством Рафаэля Бенитеса, с которым уже работал в «Валенсии».

## Достижения
- Чемпион Франции (5): 2003/04, 2004/05, 2005/06, 2006/07, 2007/08
- Обладатель Кубка Франции (2): 2007/08, 2011/12
- Обладатель Суперкубка Франции (5): 2004, 2005, 2006, 2007, 2012
- Победитель Пис Кап (1): 2007
- Обладатель Кубка Италии (1): 2013/14